# Seesaw
Seesaw — студийный альбом американской певицы Бет Харт и блюз-рокового гитариста Джо Бонамассы, изданный 20 мая 2013 года на студии J&R Adventures. В альбоме собраны кавер-версии классических песен в стиле соул и блюз. Seesaw получил номинацию на премию «Грэмми».

## История
Seesaw — альбом кавер-версий классических песен в стиле соул и блюз, записанный американской певицей Бет Харт и блюз-рок гитаристом Джо Бонамассой в 2013 году. Он стал продолжением успеха их первой совместной работы над альбомом каверов Don’t Explain в 2011 году. Seesaw был номинирован на премию «Грэмми» в категории «Лучший блюзовый альбом 2013 года».

## Отзывы
| Оценки критиков | Оценки критиков |
| Источник        | Оценка          |
| --------------- | --------------- |
| AllMusic        | [ 3 ]           |
| The Guardian    | [ 4 ]           |

Альбом получил положительные отзывы музыкальной критики и интернет-изданий. В рецензии от The Guardian отметили, что «это второе сотрудничество… поражает своей смелостью. Здесь есть кавер-версии песен, прославивших всех — от Билли Холидей до Тины Тёрнер, Бадди Майлза или Слэкуокса. Настроение постоянно меняется: от наглой и дерзкой „Them There Eyes“, записанной Холидей в тридцатые годы, до эффектно закрученной „Nutbush City Limits“ или прекрасного блюзового вокала и гитарной работы в „I Love You Know More Than You’ll Ever Know“. Есть здесь и изящная переработка песни Этты Джеймс, и даже смелая, задумчивая и злая обработка „Strange Fruit“».

## Список композиций
| №   | Название                                | Автор(ы)                                               | Оригинальный исполнитель | Длительность |
| --- | --------------------------------------- | ------------------------------------------------------ | ------------------------ | ------------ |
| 1.  | «Them There Eyes»                       | Maceo Pinkard, Doris Tauber, William Tracey            | Louis Armstrong          | 2:31         |
| 2.  | «Close to My Fire»                      | Peter Hoppe, Stephanie Popp                            | Slackwax                 | 5:12         |
| 3.  | «Nutbush City Limits»                   | Tina Turner                                            | Ike & Tina Turner        | 3:34         |
| 4.  | «I Love You More Than You'll Ever Know» | Al Kooper                                              | Blood, Sweat & Tears     | 7:03         |
| 5.  | «Can't Let Go»                          | Randy Weeks                                            | Lucinda Williams         | 4:00         |
| 6.  | «Miss Lady»                             | Buddy Miles                                            | Buddy Miles              | 4:54         |
| 7.  | «If I Tell You I Love You»              | Melody Gardot                                          | Melody Gardot            | 3:36         |
| 8.  | «Rhymes»                                | Al Green, Mabon "Teenie" Hodges                        | Al Green                 | 5:03         |
| 9.  | «A Sunday Kind of Love»                 | Louis Prima, Barbara Belle, Anita Leonard, Stan Rhodes | Etta James               | 3:55         |
| 10. | «Seesaw»                                | Don Covay, Steve Cropper                               | Aretha Franklin          | 3:25         |
| 11. | «Strange Fruit»                         | Lewis Allen                                            | Billie Holiday           | 5:45         |

## Чарты
| Чарт (2013)                         | Высшая позиция |
| ----------------------------------- | -------------- |
| Австрия (Ö3 Austria)                | 20             |
| Бельгия/Фландрия (Ultratop)         | 56             |
| Бельгия/Валлония (Ultratop)         | 81             |
| Германия (Media Control)            | 19             |
| Дания (Hitlisten)                   | 22             |
| Нидерланды (Album Top 100)          | 11             |
| Финляндия (Suomen virallinen lista) | 44             |
| Франция (SNEP)                      | 87             |
| Норвегия (VG-lista)                 | 4              |
| Польша (ZPAV)                       | 37             |
| Швеция (Sverigetopplistan)          | 25             |
| Швейцария (Schweizer Hitparade)     | 28             |
| Великобритания (UK Albums Chart)    | 27             |
| США (Billboard 200)                 | 47             |
| США (Billboard Top Blues Albums)    | 1              |
| США (Billboard Independent Albums)  | 8              |
| США (Billboard Top Rock Albums)     | 15             |